# Sabulodes polydora
Sabulodes polydora là một loài bướm đêm trong họ Geometridae.